# Raión de Minsk
Minsk (en bielorruso: Мінскі раён) es un raión o distrito de Bielorrusia, en la provincia (óblast) de Minsk. 
Comprende una superficie de 2 022 km².
El centro administrativo es la capital nacional Minsk, que no forma parte ni del distrito ni de la provincia, al ser una unidad administrativa que funciona al mismo nivel que una provincia.

## Demografía
Según estimación 2010 contaba con una población total de 169 569 habitantes.

## Subdivisiones
Comprende la ciudad subdistrital de Zaslauye, el asentamiento de tipo urbano de Machúlishchy y 18 consejos rurales:
- Astrashytski Haradok
- Barauliany (con capital en Liasný)
- Harani (con capital en Navasele)
- Zhdanóvichy
- Kalódzishchy
- Krupitsa
- Lashany
- Luhavaya Slabadá
- Míjanavichy
- Novy Dvor
- Papernia (con capital en Balshavik)
- Piatryshki
- Samajválavichy
- Sénitsa
- Jatsézhyna
- Sharshuny (con capital en Rahavá)
- Shchómyslitsa
- Yuzufova